# Nordamerikanska mästerskapet i volleyboll för damer 2017
Nordamerikanska mästerskapet 2017 i volleyboll för damer hölls 26 september till 16 oktober 2017 i Kanada, Dominikanska republiken och Trinidad och Tobago. Till skillnad från vad som vanligen är fallet utsågs inte någon enskild vinnare utan turneringen fungerade som kval för VM 2018, där de två främsta i varje grupp kvalificerade sig.

## Kvalificering
De sex första lagen på NORCECA:s ranking kvalificerade sig direkt för mästerskapet, medan övriga lag kvalificerade sig genom zon-turneringar. USA deltog inte då de som regerande världsmästare redan var kvalificerat för VM 2018.
| Kvalificerade genom ranking | Kvalificerade genom zonturnering |
| --------------------------- | -------------------------------- |
| Dominikanska republiken     | Trinidad och Tobago              |
| Puerto Rico                 | Jamaica                          |
| Kuba                        | Saint Lucia                      |
| Kanada                      | Dominica                         |
| Mexiko                      | Nicaragua                        |
| Costa Rica                  | Guatemala                        |

## Turneringen
| Grupp A                 | Grupp B     | Grupp C             |
| ----------------------- | ----------- | ------------------- |
| Dominikanska republiken | Kanada      | Trinidad och Tobago |
| Puerto Rico             | Kuba        | Mexiko              |
| Guatemala               | Nicaragua   | Costa Rica          |
| Jamaica                 | Saint Lucia | Dominica            |

|  | Kvalificerade för VM 2018 |

### Grupp A[1]
- Plats:  Santo Domingo, Dominikanska republiken
- Datum: 13–15 oktober 2017

#### Resultat
| 13 oktober 2017 Speltid: 1:05 - Åskådare: 500   | Puerto Rico             | 3 - 0 | Jamaica                 | 25-8, 25-10, 25-17  |
| 13 oktober 2017 Speltid: 1:11 - Åskådare: 1 900 | Dominikanska republiken | 3 - 0 | Guatemala               | 25-7, 25-7, 25-11   |
| 14 oktober 2017 Speltid: 1:13 - Åskådare: 1 000 | Guatemala               | 0 - 3 | Puerto Rico             | 11-25, 16-25, 13-25 |
| 14 oktober 2017 Speltid: 1:13 - Åskådare: 2 000 | Jamaica                 | 0 - 3 | Dominikanska republiken | 14-25, 11-25, 6-25  |
| 15 oktober 2017 Speltid: 1:17 - Åskådare: 1 000 | Guatemala               | 3 - 0 | Jamaica                 | 25-23, 25-19, 25-20 |
| 15 oktober 2017 Speltid: 1:40 - Åskådare: 5 000 | Dominikanska republiken | 3 - 0 | Puerto Rico             | 26-24, 25-21, 25-15 |

#### Sluttabell
| Pos. | Lag                     | Pt | M | V | F | SV | SF | Kvot  | PV  | PF  | Kvot  |
| ---- | ----------------------- | -- | - | - | - | -- | -- | ----- | --- | --- | ----- |
| 1    | Dominikanska republiken | 15 | 3 | 3 | 0 | 9  | 0  | MAX   | 226 | 116 | 1.948 |
| 2    | Puerto Rico             | 10 | 3 | 2 | 1 | 6  | 3  | 2.000 | 210 | 151 | 1.391 |
| 3    | Guatemala               | 5  | 3 | 1 | 2 | 3  | 6  | 0.500 | 140 | 212 | 0.660 |
| 4    | Jamaica                 | 0  | 3 | 0 | 3 | 0  | 9  | 0.000 | 128 | 225 | 0.569 |

### Grupp B[2]
- Plats:  Vancouver, Kanada
- Datum: 28–30 september 2017

#### Resultat
| 28 september 2017 Speltid: 1:05 - Åskådare: 103 | Kuba        | 3 - 0 | Nicaragua   | 25-8, 25-9, 25-19   |
| 28 september 2017 Speltid: 1:00 - Åskådare: 350 | Kanada      | 3 - 0 | Saint Lucia | 25-8, 25-8, 25-8    |
| 29 september 2017 Speltid: 0:57 - Åskådare: 250 | Kuba        | 3 - 0 | Saint Lucia | 25-6, 25-6, 25-12   |
| 29 september 2017 Speltid: 1:07 - Åskådare: 500 | Kanada      | 3 - 0 | Nicaragua   | 25-13, 25-10, 25-8  |
| 30 september 2017 Speltid: 1:01 - Åskådare: 200 | Saint Lucia | 0 - 3 | Nicaragua   | 12-25, 11-25, 13-25 |
| 30 september 2017 Speltid: 1:20 - Åskådare: 900 | Kanada      | 3 - 0 | Kuba        | 25-18, 25-15, 25-23 |

#### Sluttabell
| Pos. | Lag         | Pt | M | V | F | SV | SF | Kvot  | PV  | PF  | Kvot  |
| ---- | ----------- | -- | - | - | - | -- | -- | ----- | --- | --- | ----- |
| 1    | Kanada      | 15 | 3 | 3 | 0 | 9  | 0  | MAX   | 225 | 111 | 2.027 |
| 2    | Kuba        | 10 | 3 | 2 | 1 | 6  | 3  | 2.000 | 206 | 135 | 1.526 |
| 3    | Nicaragua   | 5  | 3 | 1 | 2 | 3  | 6  | 0.500 | 142 | 186 | 0.763 |
| 4    | Saint Lucia | 0  | 3 | 0 | 3 | 0  | 9  | 0.000 | 84  | 225 | 0.373 |

### Grupp C[3]
- Plats:  Couva, Trinidad och Tobago
- Datum: 13–15 oktober 2017

#### Resultat
| 13 oktober 2017 Speltid: 1:18 - Åskådare: 50  | Mexiko              | 3 - 0 | Costa Rica          | 25-16, 25-18, 25-21              |
| 13 oktober 2017 Speltid: 1:01 - Åskådare: 200 | Trinidad och Tobago | 3 - 0 | Dominica            | 25-16, 25-7, 25-9                |
| 14 oktober 2017 Speltid: 1:00 - Åskådare: 50  | Dominica            | 0 - 3 | Mexiko              | 7-25, 13-25, 7-25                |
| 14 oktober 2017 Speltid: 1:24 - Åskådare: 150 | Costa Rica          | 0 - 3 | Trinidad och Tobago | 19-25, 16-25, 22-25              |
| 15 oktober 2017 Speltid: 1:02 - Åskådare: 50  | Dominica            | 0 - 3 | Costa Rica          | 14-25, 13-25, 13-25              |
| 15 oktober 2017 Speltid: 2:16 - Åskådare: 200 | Trinidad och Tobago | 2 - 3 | Mexiko              | 21-25, 22-25, 25-23, 25-22, 9-15 |

#### Sluttabell
| Pos. | Lag                 | Pt | M | V | F | SV | SF | Kvot  | PV  | PF  | Kvot  |
| ---- | ------------------- | -- | - | - | - | -- | -- | ----- | --- | --- | ----- |
| 1    | Mexiko              | 13 | 3 | 3 | 0 | 9  | 2  | 4.500 | 260 | 184 | 1.413 |
| 2    | Trinidad och Tobago | 12 | 3 | 2 | 1 | 8  | 3  | 2.667 | 199 | 135 | 1.266 |
| 3    | Costa Rica          | 5  | 3 | 1 | 2 | 3  | 6  | 0.500 | 187 | 190 | 0.984 |
| 4    | Dominica            | 0  | 3 | 0 | 3 | 0  | 9  | 0.000 | 99  | 225 | 0.440 |